# Бучацька василіянська гімназія

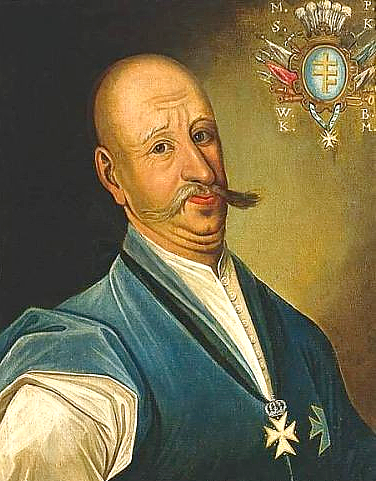
Фундатор гімназії Микола Василь Потоцький

Бучацька василіянська гімназія — колишній греко-католицький навчальний заклад у місті Бучачі. Єдина гімназія греко-католицького спрямування, що існувала до поділів Польщі.

## Відомості
Діяла у приміщенні комплексу Бучацького монастиря. Відкрита на базі теологічної школи (яка, за визначенням Ярослава Стоцького, була рівнозначною семінарії) з руською (народною) мовою навчання при Бучацькому монастирі (перед відкриттям гімназії працювали 6 вчителів).
Заснована привілеєм правителя Речі Посполитої Авґуста III, виданим у Варшаві 22 жовтня 1754 р., на прохання дідича Бучача Миколи Василя Потоцького. У перекладі королівського привілею-дозволу польською мовою вжито термін «публічні школи» чи «публічні школи латинські»
Василь Маркусь, деякі польські автори стверджували, що М. В. Потоцький заснував школу, яку називали «Бучацьким колегіумом» (Collegium Buczackie).
Спочатку навчали вісім учителів, з них один був ігуменом монастиря та префектом (директором) гімназії; інші викладали інфіму, граматику, синтаксу, поетику й риторику; ще кілька — інші предмети.
Кількість учнів у шкільному році 1769/1770 — 343, через це клас інфіми поділили на 3 відділи (2-й, 3-й відділи відповідали пізнішим підготовчим класам). У школі викладали релігію, історію з географією, фізику, вивчали твори давніх класичних письменників (латинських, грецьких). Учні перших класів були зобов'язані вправлятися в писанні елегій, трагедій, комедій на подані вчителями теми, праці наприкінці року віддавали вчителям. Також вчилися виголошувати промови, мали руханкові вправи (фізкультура).
Вік учнів — від 8 до 26 років; оскільки рівень викладання був добрим, навчались учні з Галичини, Поділля, Волині. На прохання василіян М. В. Потоцький у 1773 р. дозволив викладати філософію — почали діяльність вищі курси філософії. З цієї нагоди відбулось урочисте зібрання 6 листопада того року.
1781 року монастир та гімназію візитував протоігумен Галицької провінції ЧСВВ. 1782 року він призначив о. Михальського віце-ректором і префектом шкіл Бучача, бр. Германа Вергановського — директором конвікту, вчителем німецької мови.
У 1784 р. після «йосифінських реформ» викладачі-василіяни повернулися до Литовської провінції ЧСВВ, монастир втратив учителів, а гімназію та вищі філософські курси закрили. Уряд відкрив у приміщенні гімназії головну школу. У 1804 р. змінено головну нормальну школу на гімназію (5-класна: інфіма, граматика, синтакса, поетика, риторика). 1814 р. впроваджено австрійську шкільну систему навчання: кожен предмет вів інший учитель. 1819 р. повернуто стару систему: у кожному класі всі предмети викладав один учитель (крім релігії, яку в усіх класах вів катехит).[джерело?]
1853 року гімназійна бібліотека налічувала 203 томи, до яких 1854-го додалося 43. 1856 р. за дорученням уряду створено 2-річні курси підготовки вчителів — так звану «препаранду», з якої потім утворили вчительські семінарії. У 1860 чи 1870 р. гімназія стала нижчою з 4-ма класами. 
Кількість учнів у шкільному році 1878/1879 — 182.
Перемовини щодо передачі гімназії під опіку держави вели ще до 1882 року.
Перестала діяти 15 липня 1893 р.

## Відомі люди

### Префекти (директори)
Іпполит Вонсовський, Діонізій Йодейко, Мелетій Гедройц, Порфирій Важинський, Никанор Липинський, Партеній Терлецький, Теодозій Шуйський, Софрон Гродзинський, Мелетій Луцький, Теодозій Старкевич, Ісидор Роговський, Атанасій Фальковський, Олександр Журавський, Михайло Шелепін, Доротей Михальський, Аполон Забатий, Софрон Полянський, Антон Лотоцький, Іван Дамаскин Радецький, Еміліян Коссак (зокрема, у 1839 р.), Аркадій Барусевич, Юстин Іневич, Яків Загайський, Іриней Яворський.

### Викладачі
- о. Ієроним Нерезій
- о. Порфирій Важинський
- о. Модест Гнатевич
- о. Теофан Голдаєвич[20]
- Іларіон Грабович
- о. Олександр Журавський
- Варлаам Компаневич ЧСВВ[21]
- о. Августин Славинський
- о. Герман Вергановський (Верхановський[9]).

### Учні
- Антоневич-Болоз Миколай[22]
- Баб'як Григорій
- Бажанський Порфирій
- Бельовський Август
- Білінський Леон[23]
- Білянський Петро
- Галущинські Михайло, Іван, Микола та Теодосій Тит[24]
- Гнатюк Володимир
- Голубович Іван[25]
- о. Гушалевич Іван
- Копач Іван
- Коссак Михайло
- Коссак Михайло, автор Василіянського шематизму за 1867 р.
- о. Крушельницький Амвросій
- Левицький Остап[26][27]
- о. Лепкий Сильвестр
- Лям Ян[28]
- Маринович Микола
- Могильницький Антін
- Прохаска Антоній
- П'юрко Теодор
- Савчинський Зиґмунт[29]
- Сіменович Володимир[30]
- Модест Сосенко[31]
- Уєйський Корнель
- Устиянович Корнило
- Фещак Яким (з відзнакою[32])
- Шашкевич Григорій[33]
- Шухевич Осип[34]
- Щепковський Каспер[35]